# Jeanna Fine

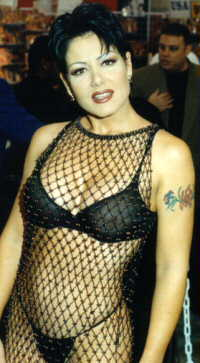
Jeanna Fine

Jeanna Fine, nome artístico de Angelique Michele Payson, (Nova Iorque, 29 de setembro de 1964) é uma ex-atriz pornográfica e dançarina norte-americana.

## Biografia
Fine começou a carreira nos filmes adultos quando estava com 21 anos em 1986 e desapareceu depois de 50 filmes, os quais foram feitos entre 1986 e 1989.
Ela reapareceu em 1990,já com cabelos pretos, deixando de fazer filmes 2 anos mais tarde para se casar com o também ator pornô Sikki Nixx. O casamento nunca aconteceu (dizem que o padre nunca aparecia). Depois do romance com Sikki, Fine teve um affair lésbico com sua amiga de filmes pornográficos Savannah ao mesmo tempo em que se envolveu com Richard Bradford, jogador de futebol americano. Ambos os relacionamentos não se firmaram. Uma, pela recusa de Fine em assumir uma relação homossexual com Savannah, que se dizia apaixonada por ela; e outro, pelo Rich Bradford não querer assumir compromisso sério com ela.
Nesse período de turbulência amorosa, conheceu Jim Bernstien, vindo a se apaixonar perdidamente por ele, que correspondeu na mesma intensidade. Casaram em 1993, e em junho de 1994, seu filho Braxton Zachary nasceu.
Quando Braxton tinha 4 meses de idade, Jeanna retornou ao cinema pornô pela terceira vez. A história é que Jeanna foi até o escritório do presidente da VCA Films, Russ Hampshire, sentou-se e disse "Eu estou pronta." Ela imediatamente foi escalada para o filme Latex. Atualmente mora com sua família em Honolulu, no Havaí.

## Filmografia parcial
- Afro Erotica # 24, # 25
- American Pie
- Edward Penishands
- Fatal Erection
- Oral Madness # 1, # 2
- Pussyman # 13, # 14
- Stardust # 1, # 2, # 3

## Prêmios

### AVN (Adult Video News)
- 1992 - Melhor Atriz - Filme - Hothouse Rose[4]
- 1996 - Melhor Atriz - Filme - Skin Hunger[4]
- 1996 - Melhor Atriz Coadjuvante - Video - Dear Diary[4]
- 1997 - Melhor Atriz - Video - My Surrender[4]
- 1998 - Melhor Atriz Coadjuvante - Video - Miscreants[4]
- 1998 - Melhor Cena de Lesbianismo - Video - Cellar Dwellers # 2 (ao lado de P.J. Sparxx e Tricia Devereaux)[4]
- 1999 - Melhor Atriz - Video - Cafe Flesh # 2[4]
- Hall Of Fame

### XRCO (X-Rated Critics Organization)
- 1991 - Melhor Atriz - Steal Breeze[5]
- 1992 - Melhor Atriz - Brandy and Alexander[5]
- 1995 - Melhor Atriz - Skin Hunger[5]
- 1996 - Melhor Atriz - My Surrender[6]
- 1997 - Melhor Cena de Lesbianismo - Miscreants (ao lado de Tiffany Mynx e Stephanie Swift)[5]
- 1998 - Melhor Atriz - Cafe Flesh # 2[5]
- Hall Of Fame